# Liste der Brüderorden
In diese Liste der Brüderorden oder Brüdergemeinschaften sind Ordensgemeinschaften aufgeführt, deren Mitglieder ausschließlich oder wenigstens überwiegend Ordensbrüder sind, also Ordensmänner, die nicht dem Klerus angehören.

## Brüderorden
- Alexianer
- Armen-Brüder des hl. Franziskus
- Barmherzige Brüder vom hl. Johannes von Gott
- Barmherzige Brüder von Maria Hilf
- Barmherzige Brüder von Mecheln
- Barmherzige Brüder von Montabaur
- Broeders van Liefde
- Brüder von Maastricht
- Brothers of St. Joseph the Worker
- Brüder der Heiligen Familie von Belley
- Brüder vom Heiligsten Herzen Jesu
- Brüder der christlichen Lehre
- Brüder der christlichen Schulen
- Brüder Unserer Lieben Frau von Lourdes
- Brüdergemeinschaft Unserer Lieben Frau von den Armen
- Brüder vom hl. Joseph Benedikt Cottolengo
- Canisianer
- Christian Brothers
- Franciscan Brothers of Brooklyn
- Franciscan Brothers of Peace
- Franciscan Brothers of the Eucharist
- Franciscan Brothers of the Sacred Heart
- Franziskanerbrüder vom Heiligen Kreuz
- Franziskaner der Immakulata
- Fraters van Tilburg
- Fraters van Utrecht
- Frères auxiliaires
- Frères de la Sainte-Famille
- Frères de Saint-Gabriel
- Brüder vom Heiligsten Herzen Jesu
- Maristen-Schulbrüder
- Missionsbrüder des heiligen Franziskus
- Patrician Brothers
- Paulusbrüder
- Schulbrüder von Ploërmel

### Barmherzige Brüder
- Barmherzige Brüder vom hl. Johannes von Gott
- Barmherzige Brüder von Maria Hilf
- Barmherzige Brüder von Mecheln
- Barmherzige Brüder von Montabaur